# Luisa Todini
Luisa Todini (Perugia, 22 ottobre 1966) è un'imprenditrice ed ex politica italiana; è stata europarlamentare dal 1994 al 1999, presidente dei costruttori europei dal 2010 al 2012, consigliere di amministrazione della RAI dal 2012 al 2014 e presidente di Poste Italiane dal 2014 al 2017.

## Biografia

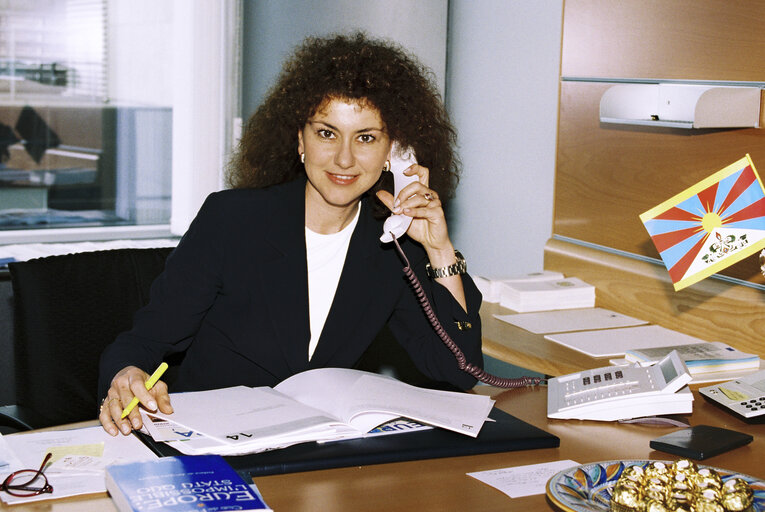
Luisa Todini nel 1998

Laureata in giurisprudenza presso l'Università "La Sapienza" di Roma, ha iniziato la sua attività di imprenditrice nel 1985, ricoprendo incarichi di direzione del personale e di ufficio legale all'interno dell'azienda di famiglia, la Todini Costruzioni Generali. Nel 1994, a ventotto anni, è stata candidata ed eletta eurodeputata alle elezioni europee nelle liste di Forza Italia. Manterrà l'incarico fino al 1999.
È proprietaria delle holding Todini Finanziaria S.p.A. e Domus Etruria società agricola a r.l., che detengono partecipazioni nei settori agrivinicolo, alberghiero, immobiliare, rinnovabili. Dal 2010 consigliere di Salini Costruttori quando la Todini Costruzioni Generali S.p.A, società di costruzioni costituita all'origine dal padre Franco Todini nel 1966, fu acquisita dal gruppo Salini nel 2010. La Todini Costruzioni Generali S.p.A. fu poi definitivamente ceduta da Salini Impregilo, oggi Webuild, ad una società di costruzioni kazaka, la Prime System Kz Ltd, nel 2016. Luisa Todini rimarrà presidente di Todini Costruzioni fino ad ottobre 2018 e nel board di Salini Costruttori fino al 2020.

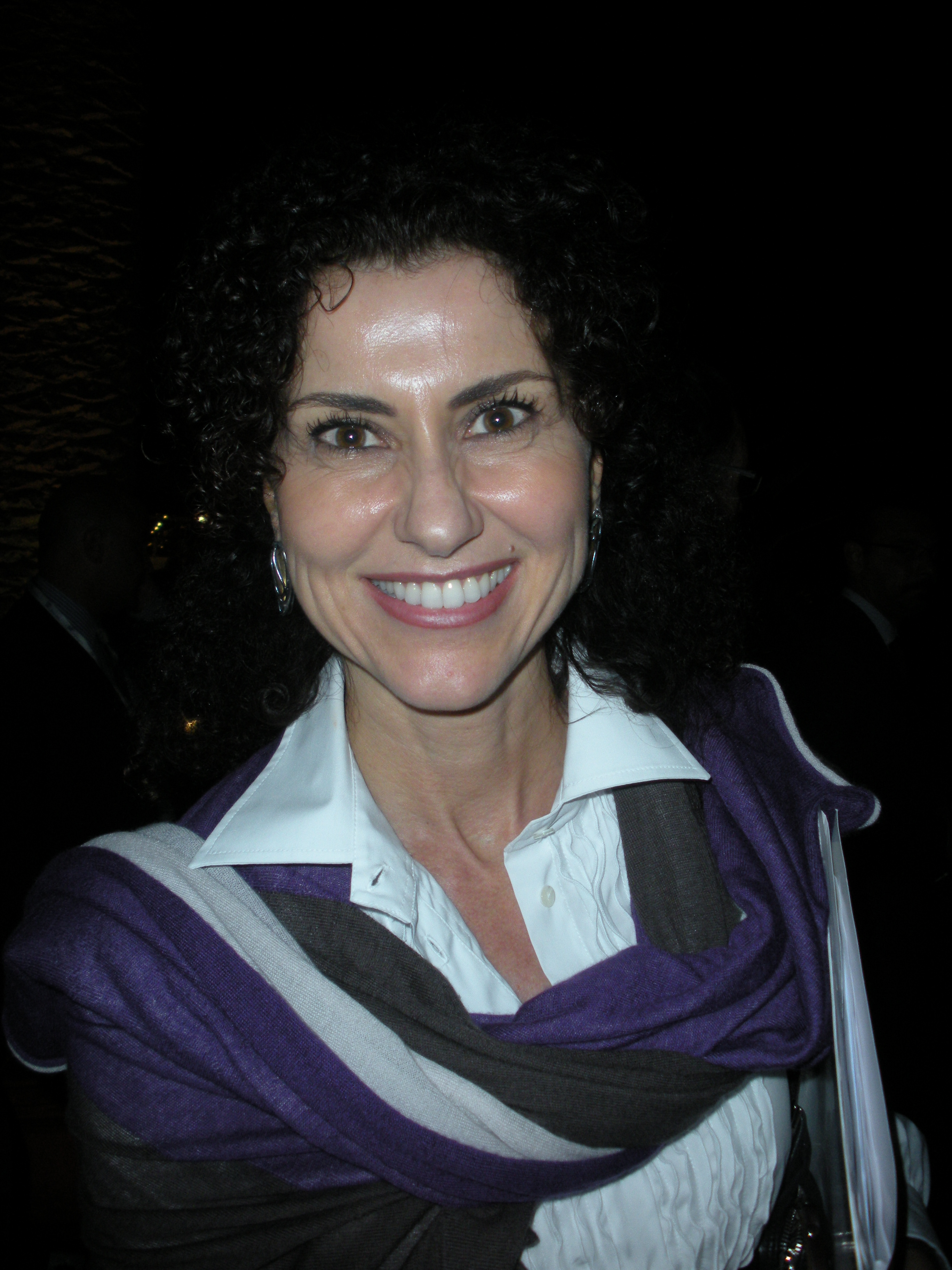
Luisa Todini nel 2009

Dal 2004 al 2019 co-presidente del Foro di Dialogo Italo-Russo e dal 2008 è membro della Fondazione Italia Usa. Dal 2009 presiede il Comitato Leonardo. Dal 2010 al 2012 è stata presidente della FIEC (European construction industry federation). Dal 2012 è consigliere di amministrazione della Fondazione Child e consigliere di amministrazione dell'Università Libera università internazionale degli studi sociali Guido Carli di Roma.
Il 5 luglio 2012 è eletta consigliere di amministrazione della Rai in quota PdL/Lega. Il 14 aprile 2014 viene proposta dal Governo Renzi come nuovo presidente di Poste italiane. Diventa presidente di Poste italiane S.p.A. il 2 maggio 2014, svolgendo il suo mandato per il triennio 2014-17. Durante lo stesso periodo è membro del Consiglio Generale di Confindustria. Il 9 ottobre 2014, all'interno di una cerimonia presentata da Michele Cucuzza svoltasi presso la Camera dei deputati ha ricevuto il Premio America della Fondazione Italia USA.
Il 20 novembre 2014 si dimette da consigliere di amministrazione della Rai, dopo aver votato contro la decisione di ricorrere contro il decreto Irpef presentato dal governo italiano nel mese di aprile, che prevedeva un prelievo forzoso dalle casse dell'azienda televisiva per circa 150 milioni. A fine 2014 assume la gestione delle aziende di Todi (Cantina Todini, Relais Todini e Agricola Todini), avviando un profondo rinnovamento in tutti i settori aziendali. Da fine 2014 è membro del Comitato di presidenza dell'Associazione Civita e membro indipendente del consiglio di sorveglianza di Rothschild & Co (Parigi), fino al 2021.

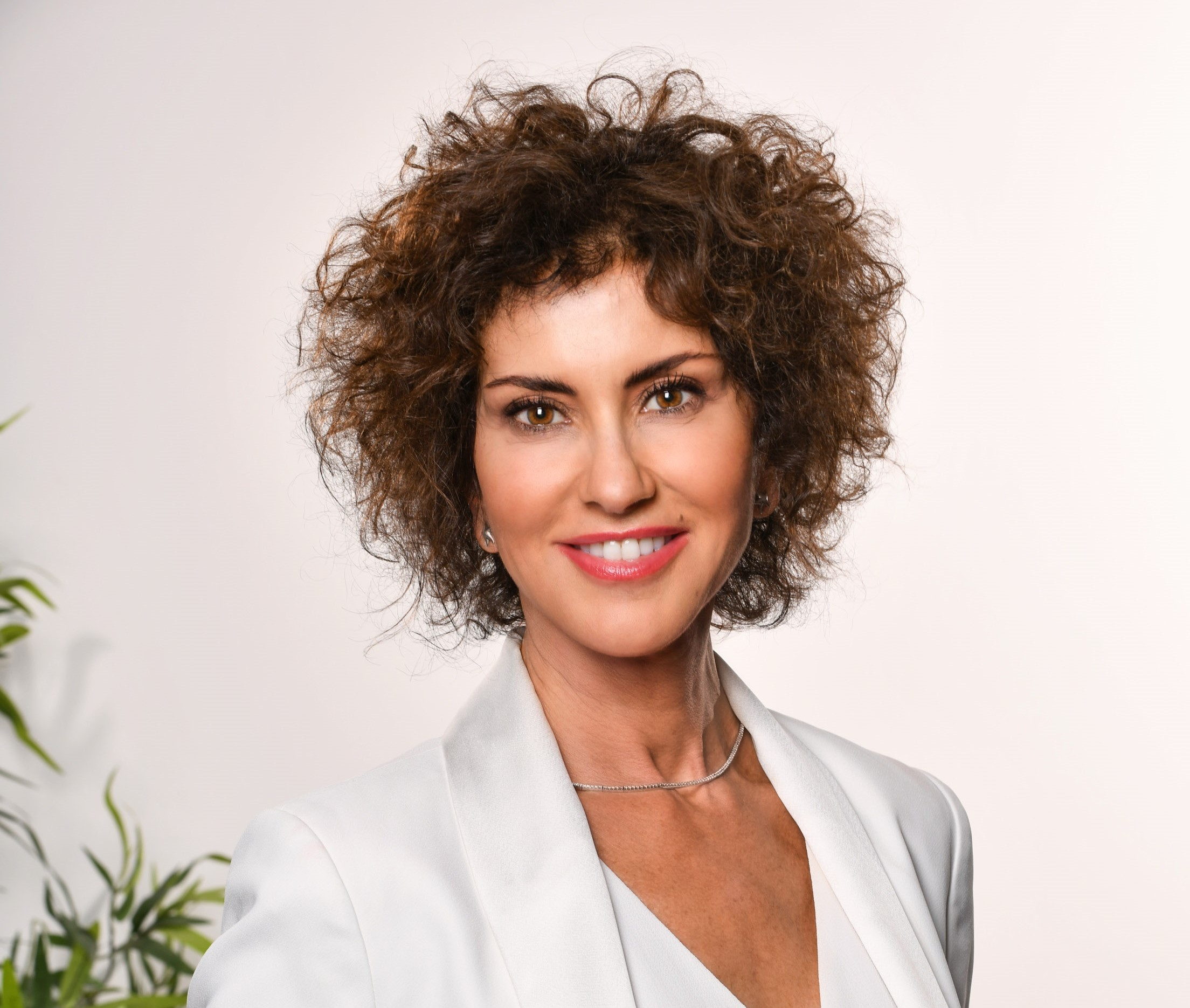
Luisa Todini nel 2020

Dal 2016 al 2019 è consigliere di amministrazione della Libera università internazionale degli studi sociali Guido Carli e presidente dello Steering Committee GROW (progetto Luiss per l'empowerment femminile). Nel 2017 assume le seguenti cariche: da febbraio, presidente della neo-costituita associazione Agronetwork (creata da Confagricoltura, Luiss e Nomisma per promuovere idee e innovazione nella filiera agroalimentare), fino al 2021; da luglio, consigliere di amministrazione della boutique finanziaria Green Arrow Capital S.p.A., di cui è azionista la Todini Finanziaria e advisor di Eli Lilly (fino al 2018); da ottobre, consigliere di amministrazione indipendente di SAVE S.p.A., società per la gestione degli aeroporti di Venezia e Treviso (fino al 2020).
Da maggio 2018 è presidente della Green Arrow Capital SGR (ex-Quadrivio SGR), acquisita dalla Green Arrow Capital e membro dell'Advisory Board della CEIBS (China Europe International Business School). Da luglio 2018 siede nel Board di AIFI (Associazione per il Private Equity, Venture Capital, Private Debt). Dal 2019 è presidente di Net Insurance Spa, società insur-tech guidata da Andrea Battista e membro della Consulta femminile del Pontificio Consiglio della Cultura, presieduto dal Card. Gianfranco Ravasi. Numerosi i premi e riconoscimenti ricevuti, tra cui la Mela d'Oro (Fondazione Bellisario) nel 1999 e il Premio Pushkin nel 2011 (conferitole dal presidente russo Medvedev).